# Herb prowincji Virumaa Zachodnia

Herb prowincji Virumaa Zachodnia

Herb prowincji Virumaa Zachodnia  przedstawia w polu błękitnym srebrny mur zamkowy z wieżą krytą złotym stożkowatym dachem. Nad murem skrzyżowane dwa srebrne miecze ze złotą rękojeścią.
Herb przyjęty został 5 lutego 1937 roku. Powstał w 1928 dla prowincji Virumaa (Wironia). Niemal identyczny jest herb sąsiedniej prowincji Virumaa Wschodnia (Wschodnia Wironia) przyjęty 9 czerwca 1997 roku odróżnia go tylko kolor dachu na wieży który jest czerwony.